# Sitio de Abadán
El sitio de Abadán fue una de las mayores acciones durante la primera parte de la guerra Irán-Irak.

## El plan
En septiembre de 1980, el presidente iraquí Sadam Huseín lanzó un ataque sorpresa sobre Irán e invadió su territorio en un amplio frente. El plan inicial iraquí consistía en atacar la isla de Abadán con una división blindada, atravesando el río Shatt al-Arab cerca de Jarkiya, al sur del camino que conduce desde Bagdad a Basora, para después capturar las ciudades de Jorramchar y Abadán. Dicha división incluía entre 500 y 600 tanques, así como algunas unidades de fuerzas especiales, que en total hacían 20.000 hombres.

## La batalla
El 3 de noviembre, las fuerzas iraquíes llegaron a Abadán, en la provincia iraní de Juzestán. La resistencia iraní se mostró demasiado fuerte, por lo que los comandantes iraquíes decidieron pedir refuerzos. En apoyo de la división blindada, se envió una mermada fuerza de aproximadamente 4500 hombres y 200 tanques, que rodeó Abadán desde el noreste. Las dos divisiones iraquíes se enfrentaban a un número desconocido de tropas iraníes. La mayoría de las fuentes estiman que una sola brigada defendía Jorramchar apoyada por dos reservas operativas más al norte.

## El sitio
Aunque los iraquíes fueron rechazados por unidades de la Guardia Revolucionaria, lograron rodear Abadán y ocupar una porción de la ciudad. Sin embargo, los iraquíes no pudieron superar la dura resistencia; secciones de la ciudad, todavía bajo control iraní eran provistas de noche por mar. Los iraquíes mantuvieron el asedio durante varios meses, pero no lograron capturar Abadán. Gran parte de la ciudad, incluida la refinería petrolífera, fue gravemente dañada o destruida por los bombardeos. En lo que ellos consideraron una victoria, los iraníes forzaron a los iraquíes a levantar el asedio en septiembre de 1981.